# たからべ森の学校

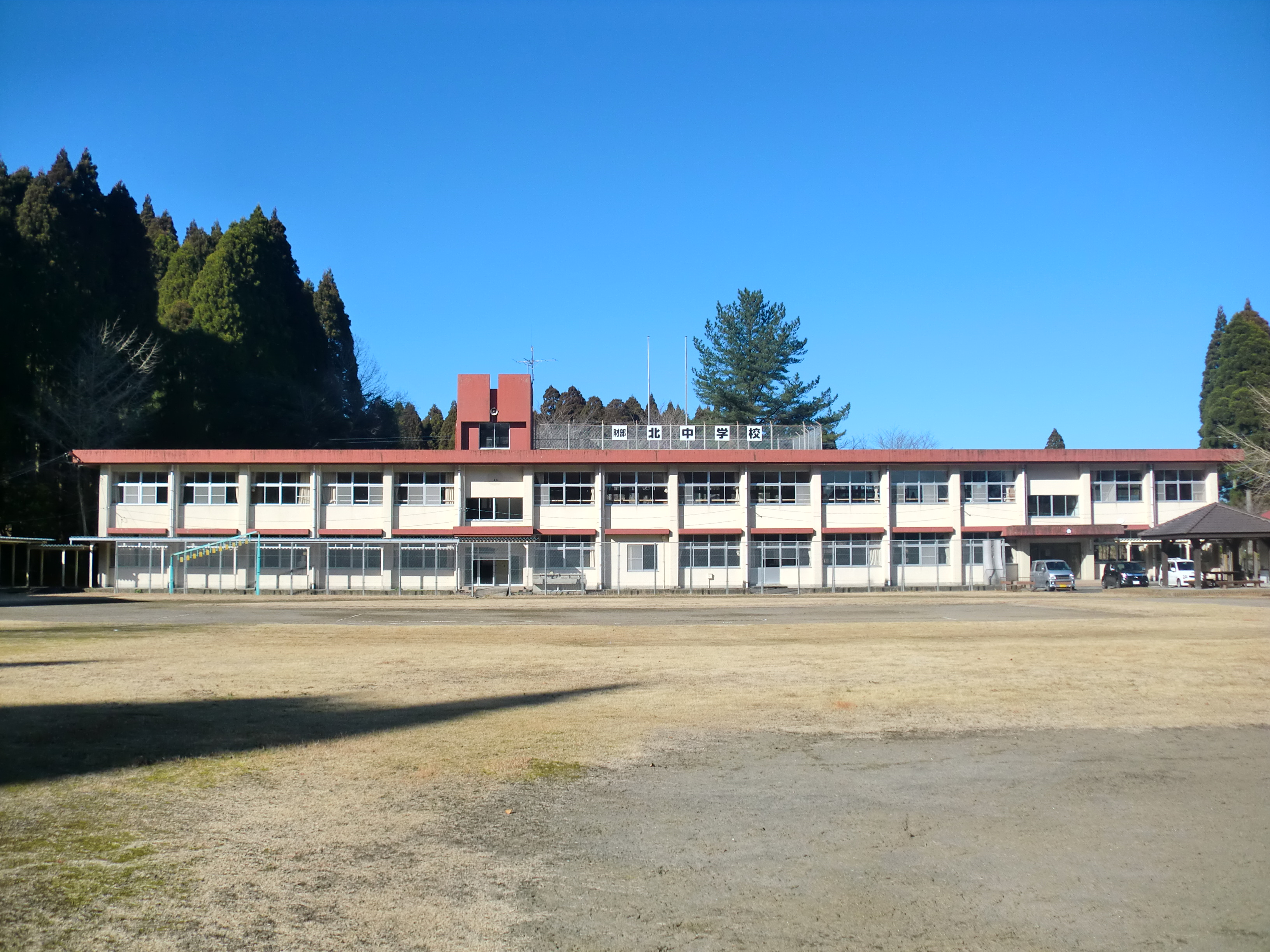
曽於市立財部北中学校であった当時の写真（2013年1月）

たからべ森の学校は、鹿児島県曽於市にあり、有限会社サイバーウェーブが運営する職業訓練施設である。
閉校となった曽於市立財部北中学校の跡地を利用して開校された。農業・調理の人材育成を行っている。

## 学科

### 農業人材育成科

#### 訓練内容
- 学科：安全衛生、農業概論、農業基礎、コンピュータ基礎、職業能力基礎、就職支援
- 実技：栽培・生産管理実習、土壌肥料実習、野菜栽培実習、病害虫駆除実習、野菜販売実習、OS基礎操作実習、ビジネス文書作成実習、表計算データ処理実習、Web制作実習、農業実務実習等

#### 取得できる資格
日本農業技術検定（3級）、日本農業技術検定協会、コンピュータサービス技能評価試験：ワープロ部門（3級）、表計算部門（3級）

### 調理加工科

#### 訓練内容
- 学科：訓練導入講習、安全衛生、食品衛生管理知識、食品・栄養学、調理理論、就職支援
- 実技：食品衛生管理実習、下処理実習、総合調理実習、献立作成実習、調理補助実務実習[4]

#### 取得できる資格
食生活アドバイザー検定（3級）、一般社団法人FLAネットワーク協会、食の検定 食農（3級）、一般社団法人日本の食文化を伝えていく会  栄養検定（入門・初級 、一般社団法人栄養検定協会

## 施設・設備
- 教室（旧中学校校舎）
- 花壇
- 学校農園 - 農業実習を行う
- ピザ窯 - 農業人材育成科卒業生により１ヵ月かけて自作された[6]。
- 多目的スペース
- たからべ森の学校星の宿 - 学校体験型宿泊施設[7]
- たか森カフェ - 元職員室を利用。学校農園で訓練生が育てた野菜を利用した料理を提供[8]。

## アクセス
- JR九州 日豊本線 大隅大川原駅から徒歩で約20分[9]
- 東九州自動車道 末吉財部ICから自動車で20分[1]